# آنتومبانا
آنتومبانا (به لاتین: Antombana) یک منطقهٔ مسکونی در ماداگاسکار است که در بخش آنتالاها واقع شده‌است. آنتومبانا ۱۸٬۵۹۲ نفر جمعیت دارد.